# Leichtathletik-Europameisterschaften 2002/Diskuswurf der Frauen

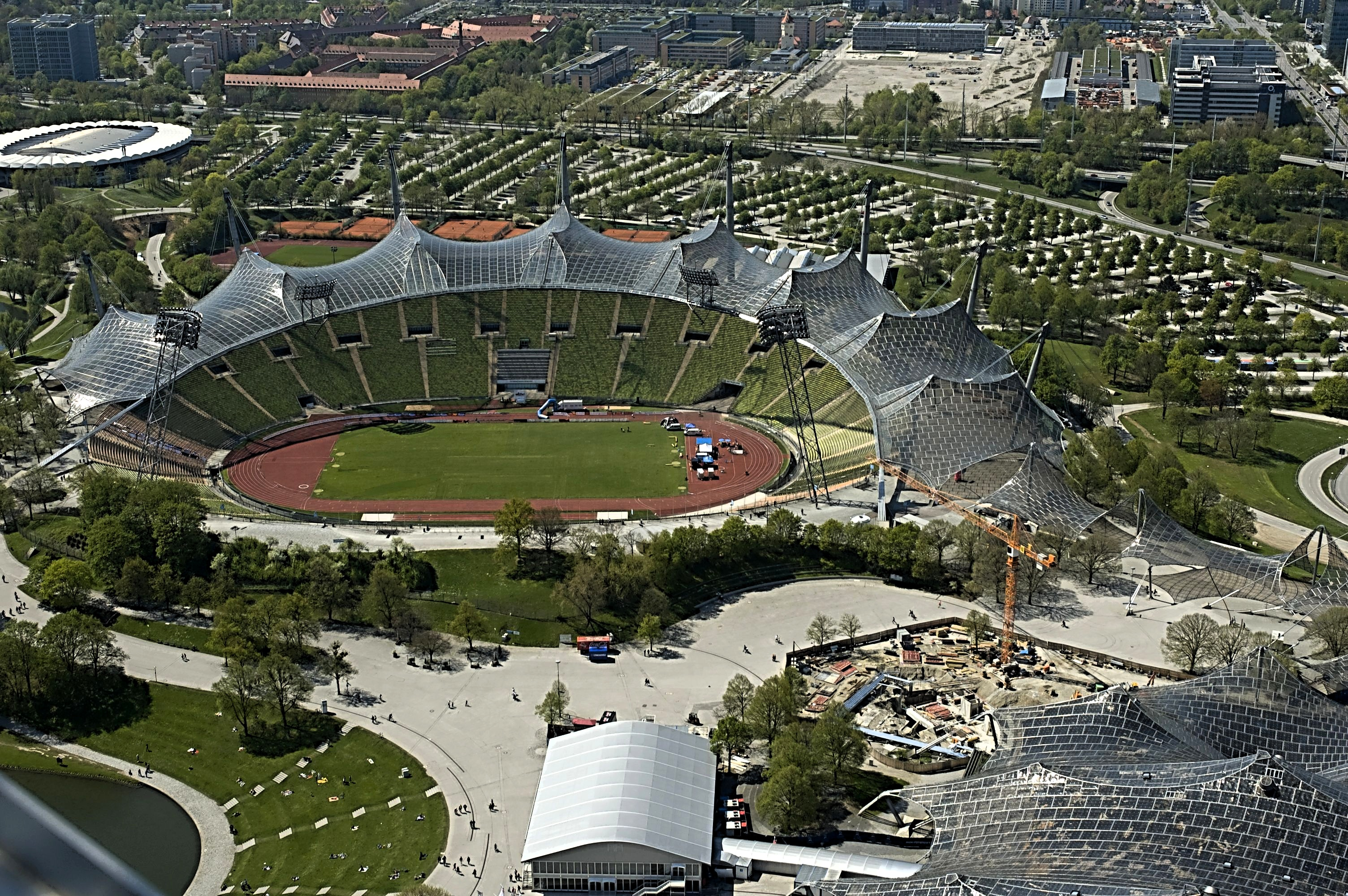
Das Olympiastadion in München von oben im Jahr 2009

Der Diskuswurf der Frauen bei den Leichtathletik-Europameisterschaften 2002 wurde am 6. und 7. August 2002 im Münchener Olympiastadion ausgetragen.
In diesem Wettbewerb errangen die griechischen Diskuswerferinnen mit Gold und Bronze zwei Medaillen. Europameisterin wurde Ekaterini Vongoli. Rang zwei belegte die russische Vizeeuropameisterin von 1998 Natalja Sadowa. Die Olympiazweite von 2000, Vizeweltmeisterin von 1999 und WM-Dritte von 2001 Anastasia Kelesidou gewann die Bronzemedaille.

## Bestehende Rekorde
| Weltrekord           | 76,80 m | Gabriele Reinsch | Neubrandenburg, DDR (heute Deutschland) | 9. Juli 1988    |
| Europarekord         | 76,80 m | Gabriele Reinsch | Neubrandenburg, DDR (heute Deutschland) | 9. Juli 1988    |
| Meisterschaftsrekord | 71,36 m | Diana Sachse     | EM Stuttgart, BR Deutschland            | 28. August 1986 |

Der bestehende EM-Rekord wurde bei diesen Europameisterschaften nicht erreicht. Die größte Weite erzielte die griechische Europameisterin Ekaterini Vongoli im Finale mit 64,31 m, womit sie 6,95 m unter dem Rekord blieb. Zum Welt- und Europarekord fehlten ihr 12,49 m.

## Legende
Kurze Übersicht zur Bedeutung der Symbolik – so üblicherweise auch in sonstigen Veröffentlichungen verwendet:
| NM  | keine Weite (no mark) |
| ogV | ohne gültigen Versuch |
| x   | ungültig              |

## Qualifikation
6. August 2002
Achtzehn Wettbewerberinnen traten Gruppen zur Qualifikationsrunde an. Keine von ihnen erreichte die Qualifikationsweite für den direkten Finaleinzug von 62,00 m. Das aus mindestens zwölf Teilnehmerinnen bestehende Finalfeld rekrutierte sich folglich aus den zwölf bestplatzierten Sportlerinnen (hellgrün unterlegt). So reichten für die Finalteilnahme schließlich 56,56 m.
| Platz | Name                 | Nation         | Weite (m) |
| ----- | -------------------- | -------------- | --------- |
| 1     | Ekaterini Vongoli    | Griechenland   | 61,94     |
| 2     | Vera Pospíšilová     | Tschechien     | 61,93     |
| 3     | Anastasia Kelesidou  | Griechenland   | 61,18     |
| 4     | Aretí Abatzí         | Griechenland   | 61,03     |
| 5     | Joanna Wiśniewska    | Polen          | 60,40     |
| 6     | Teresa Machado       | Portugal       | 59,53     |
| 7     | Vladimíra Racková    | Tschechien     | 58,92     |
| 8     | Natalja Sadowa       | Russland       | 58,44     |
| 9     | Marzena Wysocka      | Polen          | 58,24     |
| 10    | Jana Tucholke        | Deutschland    | 56,63     |
| 11    | Shelley Newman       | Großbritannien | 56,57     |
| 12    | Mélina Robert-Michon | Frankreich     | 56,56     |
| 13    | Alice Matejková      | Spanien        | 56,18     |
| 14    | Agnese Maffeis       | Italien        | 55,58     |
| 15    | Anna Söderberg       | Schweden       | 55,55     |
| 16    | Tiina Kankaanpää     | Finnland       | 54,14     |
| 17    | Eha Rünne            | Estland        | 54,01     |
| NM    | Vera Begić           | Kroatien       | ogV       |

## Finale
7. August 2002
| Platz | Name                 | Nation         | Resultat (m) | 1. Versuch (m) | 2. Versuch (m) | 3. Versuch (m) | 4. Versuch (m)                              | 5. Versuch (m)                              | 6. Versuch (m)                              |
| 1     | Ekaterini Vongoli    | Griechenland   | 64,31        | 63,09          | 64,31          | 63,57          | 59,13                                       | 59,32                                       | 59,05                                       |
| 2     | Natalja Sadowa       | Russland       | 64,12        | 61,95          | 64,07          | 64,12          | 63,93                                       | x                                           | x                                           |
| 3     | Anastasia Kelesidou  | Griechenland   | 63,92        | 63,92          | 62,91          | 61,58          | 60,93                                       | 59,93                                       | 61,21                                       |
| 4     | Vera Pospíšilová     | Tschechien     | 62,31        | 60,37          | x              | 60,77          | x                                           | 62,31                                       | 57,70                                       |
| 5     | Marzena Wysocka      | Polen          | 62,20        | 59,82          | 61,24          | x              | 62,20                                       | 59,91                                       | x                                           |
| 6     | Aretí Abatzí         | Griechenland   | 61,49        | 59,93          | x              | 61,49          | x                                           | 58,43                                       | x                                           |
| 7     | Teresa Machado       | Portugal       | 60,41        | 60,36          | x              | 58,97          | 60,41                                       | 58,64                                       | x                                           |
| 8     | Vladimíra Racková    | Tschechien     | 59,28        | 52,92          | x              | 59,28          | 59,23                                       | x                                           | 57,33                                       |
| 9     | Joanna Wiśniewska    | Polen          | 58,92        | 57,29          | 58,92          | 57,69          | nicht im Finale der besten acht Werferinnen | nicht im Finale der besten acht Werferinnen | nicht im Finale der besten acht Werferinnen |
| 10    | Shelley Newman       | Großbritannien | 57,38        | 55,03          | 57,38          | 55,69          | nicht im Finale der besten acht Werferinnen | nicht im Finale der besten acht Werferinnen | nicht im Finale der besten acht Werferinnen |
| 11    | Jana Tucholke        | Deutschland    | 56,53        | 56,53          | x              | 55,78          | nicht im Finale der besten acht Werferinnen | nicht im Finale der besten acht Werferinnen | nicht im Finale der besten acht Werferinnen |
| 12    | Mélina Robert-Michon | Frankreich     | 54,92        | 54,92          | 54,07          | x              | nicht im Finale der besten acht Werferinnen | nicht im Finale der besten acht Werferinnen | nicht im Finale der besten acht Werferinnen |

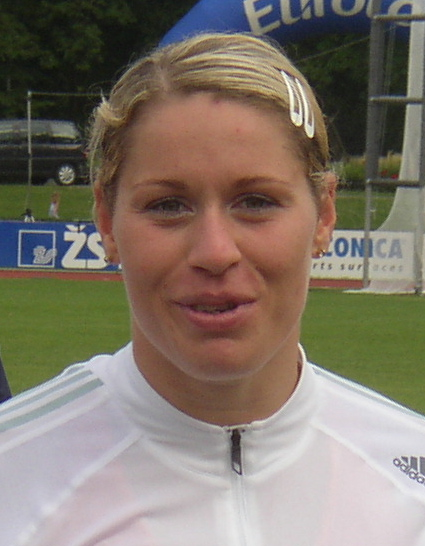
Vera Pospíšilová erreichte Platz vier – später war sie Olympiadritte 2004 und WM-Dritte 2005
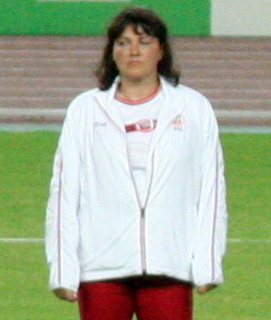
Joanna Wiśniewska kam auf den neunten Platz
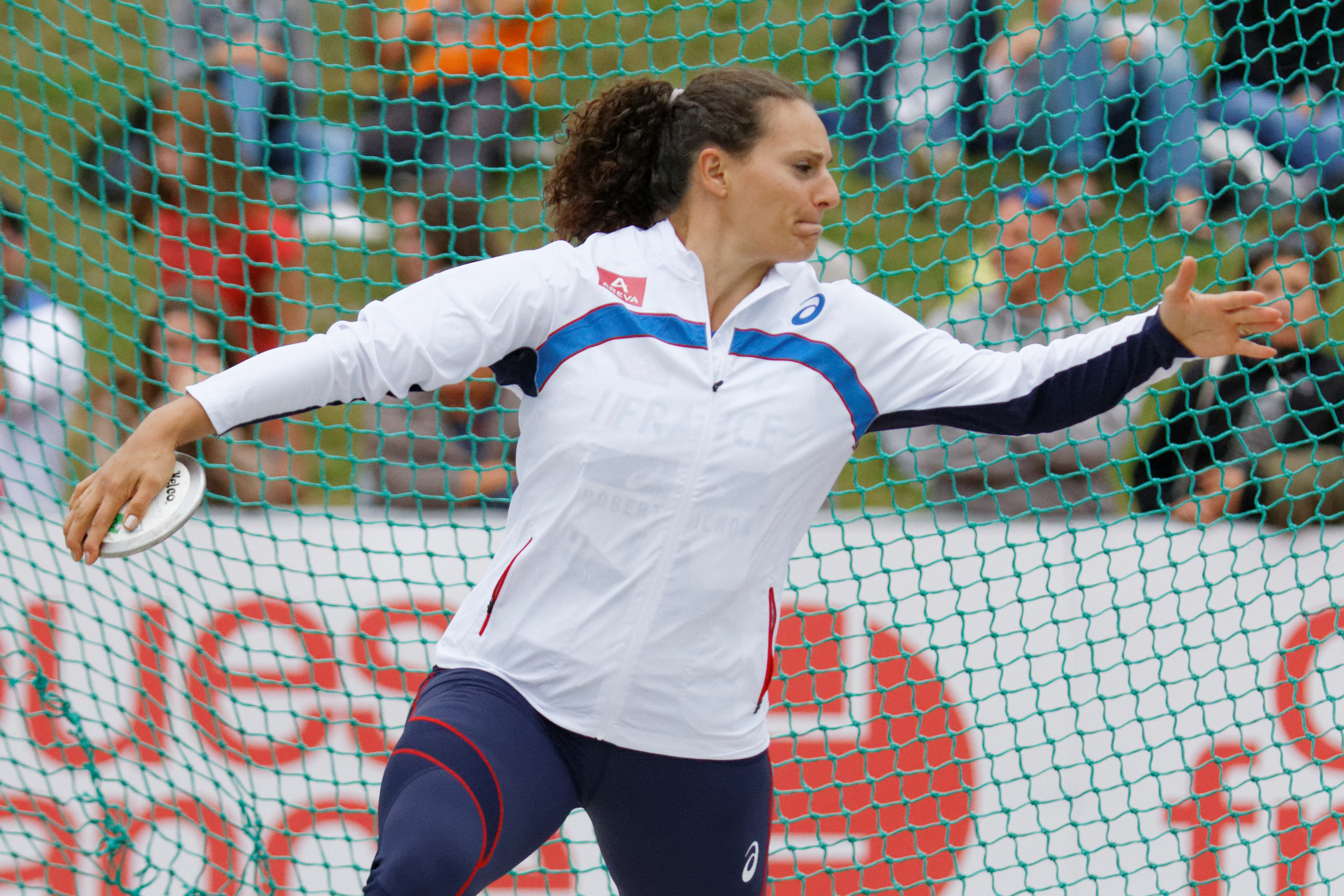
Mélina Robert-Michon wurde Zwölfte in diesem Finale – 2013 errang sie WM-Silber, 2016 Olympiasilber und 2017 WM-Bronze